# Вілардевос
Вілардевос (гал. Vilardevós, ісп. Villardevós) — муніципалітет в Іспанії, у складі автономної спільноти Галісія, у провінції Оренсе. Населення — 2324 осіб (2009).

## Географія
Муніципалітет розташований на португальсько-іспанському кордоні.
Муніципалітет розташований на відстані близько 350 км на північний захід від Мадрида, 65 км на південний схід від Оренсе.
Муніципалітет складається з таких паррокій: Арсадегос, Берранде, Еншамес, Фумасес-е-А-Трепа, Мойяльде, Осоньйо, Санта-Марія-де-Трасейреша, Соуточао, Терросо, Вілар-де-Сервос, Вілардевос, Віларельйо-да-Кота.

## Демографія
Динаміка населення (INE ):

## Галерея зображень

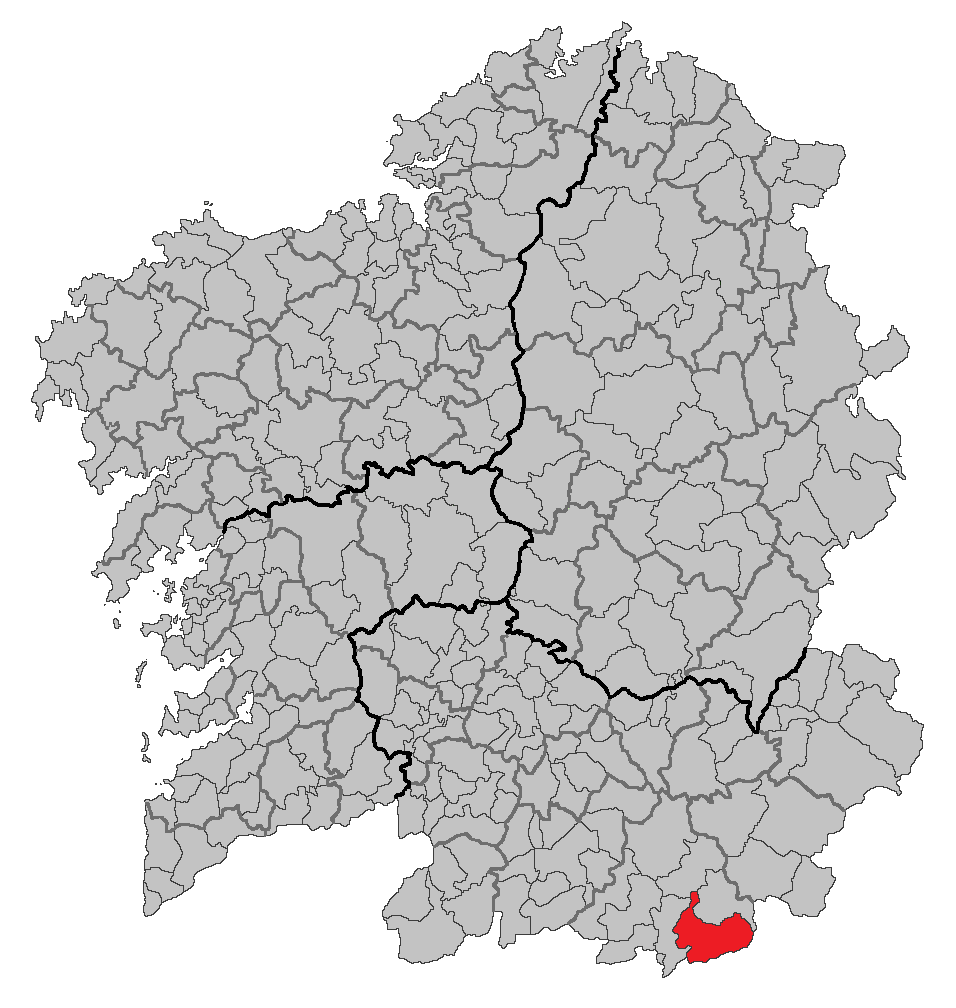
Розташування муніципалітету